# Buskersbos

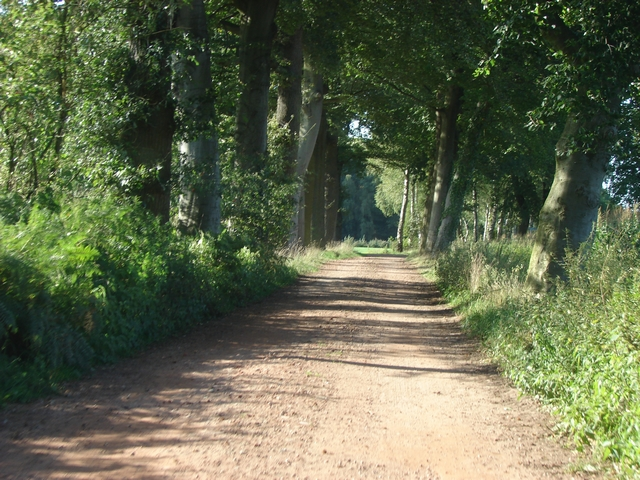

Het Buskersbos is een loofbos langs de Slingebeek ten zuidoosten van de Nederlandse plaats Winterswijk (provincie Gelderland) en natuurgebied. Het is tevens (naast negentien andere gebieden) onderdeel van het in 2005 door de Nederlandse overheid uitgeroepen Nationaal Landschap Winterswijk, een gebied van totaal bijna 22.000 hectare groot.

## Achtergrond
Het Buskersbos vol oude loofbomen. Langs de beek staan mispel, gewone vogelkers en es. Eiken groeien op de hogere, zandige bodem. In het voorjaar ziet de bodem wit van de bosanemonen. Bij het gebied horen enkele percelen grasland waar pinksterbloemen groeien. In de poelen leven de kamsalamander en kleine watersalamander. Het bos ligt niet ver van de Borkense Baan.

## Wiel van Buskers

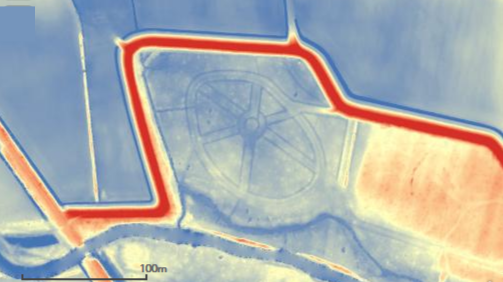
AHN hoogtekaart van het Buskersbos

In 2013 werd bij toeval een geoglief waargenomen in het bos. Het bestaat uit een wiel, ovaal met één symmetrieas voorzien van zes "spaken", dat alleen zichtbaar is op de hoogte kaart. Ter plaatse blijken de lijnen ondiepe greppels te zijn. In eerste instantie werd na het raadplegen van historische kaarten gedacht dat het patroon tussen 1930 en 1950 zou zijn aangelegd, echter stichting Natuurmonumenten (eigenaar sinds de jaren '20) kon geen antwoord leveren. Een archeoloog en landschapshistoricus wijzen de mogelijkheid van een sterrenbos af vanwege het ontbreken van symmetrie en het ontbreken van dat patroon op historische kaarten. Een mogelijkheid zou kunnen zijn dat het een zogenaamd "zonnewiel" is. Een symbool uit het tijdperk van de Bataafse Republiek. De precieze oorsprong en betekenis van het geoglief heeft men nog niet kunnen achterhalen.

## Bron
- natuurmonumenten.nl

Bekendelle · Beurzerbeek · Blekkinkveen · Bönnink · Borkense baan · Buskersbos · Corlese Veen · Döttinkrade · Grote Goor · Hilgelo · Kloosterbos · Korenburgerveen · Landgoed Kotten · Landgoed Mentink · Landgoed Walfort · Loohuisbos · Meddosche Veen · Slingeplas · Steengroeve · Steenkamp · Stortelersbeek · Vragenderveen · Willinks Weust · Wooldse Veen · Zwanenbroek